# Număr Perrin
În matematică, numerele Perrin sunt definite prin următoarea relație de recurență
P(n) = P(n − 2) + P(n − 3) pentru n > 2,
cu valorile inițiale
P(0) = 3, P(1) = 0, P(2) = 2.
Primele numere Perrin sunt:
3, 0, 2, 3, 2, 5, 5, 7, 10, 12, 17, 22, 29, 39, 51, 68, 90, 119, 158, 209, 277, 367, 486 ...
Acest șir a fost menționat implicit de Édouard Lucas (1876). În 1899, același șir a fost menționat în mod explicit de François Olivier Raoul Perrin. Cel mai mult acest șir a fost studiat de Adams și Shanks (1982).